# Bauhinia
Bauhinia este un gen de plante din familia Fabaceae, ordinul Fabales.

## Specii
Cuprinde  peste 150 specii:
- Bauhinia acuminata L.
- Bauhinia aureifolia K.Larsen & S.S.Larsen
- Bauhinia blakeana
- Bauhinia championi
- Bauhinia bassacensis Pierre ex Gagnep.
- Bauhinia bidentata Jack
- Bauhinia binata Blanco
- Bauhinia blakeana
- Bauhinia bracteata (Graham ex Benth.) Baker
- Bauhinia championi
- Bauhinia corymbosa
- Bauhinia creaghi baker (Charles Vandeleur Creagh)
- Bauhinia curtisii Prain
- Bauhinia ferruginea Roxb.
- Bauhinia flagelliflora
- Bauhinia forficata
- Bauhinia galpinii
- Bauhinia glauca (Wall. ex Benth.)
- Bauhinia harmsiana Hosseus
- Bauhinia hirsuta Weinm.
- Bauhinia integrifolia Roxb.
- Bauhinia involucellata Kurz
- Bauhinia lakhonensis Gagnep.
- Bauhinia lunarioides
- Bauhinia malabarica Roxb.
- Bauhinia mombassae
- Bauhinia monandra Kurz
- Bauhinia nervosa (Wall. ex Benth.) Baker
- Bauhinia ornata Kurz
- Bauhinia penicilliloba Pierre ex Gagnep.
- Bauhinia perpurea
- Bauhinia pottsii G.Don
- Bauhinia pulla Craib.
- Bauhinia purpurea L.
- Bauhinia racemosa Lam.
- Bauhinia saccocalyx Pierre
- Bauhinia scandens L.
- Bauhinia seminarioi
- Bauhinia siamensis K.Larsen & S.S.Larsen
- Bauhinia similis Craib
- Bauhinia sirindhorniae K.Larsen & S.S.Larsen
- Bauhinia strychnifolia Craib
- Bauhinia strychnoidea Prain
- Bauhinia tomentosa L.
- Bauhinia vahlii
- Bauhinia variegata L.
- Bauhinia viridescens Desv.
- Bauhinia wallichii J.F.Macbr.
- Bauhinia winitii Craib
- Bauhinia yunnanensis Franch.